# Seychelles ai Giochi della XXXIII Olimpiade
Le Seychelles hanno partecipato ai Giochi della XXXIII Olimpiade, svoltisi a Parigi dal 26 luglio all'11 agosto 2024, con una delegazione di 3 atleti, due uomini e una donna, in 2 discipline.
I portabandiera alla cerimonia di apertura sono stati Dylan Sicobo e Khema Elizabeth.

## Delegazione
| Sport            | Uomini | Donne | Totale |
| ---------------- | ------ | ----- | ------ |
| Atletica leggera | 1      | 0     | 1      |
| Nuoto            | 1      | 1     | 2      |
| Totale           | 2      | 1     | 3      |

## Risultati

### Atletica leggera
| Q | Qualificato al turno successivo per la posizione in qualificazione                                                           |
| q | Qualificato per il turno successivo per ripescaggio o, negli eventi su campo, conquistando la misura minima per qualificarsi |

Eventi su pista e strada
| Atleta       | Evento               | Batteria  | Batteria  | Semifinale | Semifinale | Finale          | Finale          |
| Atleta       | Evento               | Risultato | Posizione | Risultato  | Posizione  | Risultato       | Posizione       |
| ------------ | -------------------- | --------- | --------- | ---------- | ---------- | --------------- | --------------- |
| Dylan Sicobo | 100 m piani maschili | 10"51     | 2º Q      | 10"62      | 9º         | Non qualificato | Non qualificato |

### Nuoto
| Atleta          | Gara                        | Batterie | Batterie | Semifinali      | Semifinali      | Finale          | Finale          |
| Atleta          | Gara                        | Tempo    | Pos.     | Tempo           | Pos.            | Tempo           | Pos.            |
| --------------- | --------------------------- | -------- | -------- | --------------- | --------------- | --------------- | --------------- |
| Simon Bachmann  | 200 m misti maschili        | 2'06"48  | 22º      | Non qualificato | Non qualificato | Non qualificato | Non qualificato |
| Khema Elizabeth | 50 m stile libero femminili | 28"18    | 47ª      | Non qualificata | Non qualificata | Non qualificata | Non qualificata |